# Apahida
Apahida est une commune de Transylvanie, en Roumanie, dans le județ de Cluj qui se trouve à 322 km de Bucarest.     
À la suite de fouilles dans la commune, des trésors archéologiques y ont été découverts entre 1889 et 1968. Parmi ceux-ci, une nécropole laténienne comportant 21 tombes ainsi qu'une seconde comportant 35 tombes. Cependant, il est probable que la nécropole contienne deux fois plus de tombes à l'origine. Trois sépultures de guerriers ont été identifiées à celle de chefs. Les différents éléments sont de motifs typiquement celtes.    
Apahilda est aussi un important carrefour routier pour le județ de Cluj car la commune le relie à celui de Mureş.